# Sardor Rashidov
Sardor Rashidov Ikhtiyorovich (tiếng Uzbek chữ Kirin: Сардор Рашидов Ихтиёрович; sinh ngày 14 tháng 6 năm 1991) là một cầu thủ bóng đá người Uzbekistan thi đấu ở vị trí tiền đạo cánh cho câu lạc bộ Umm Salal và đội tuyển bóng đá quốc gia Uzbekistan.

## Thống kê sự nghiệp

### Bàn thắng quốc tế
| #   | Ngày                 | Địa điểm                                                    | Đối thủ           | Bàn thắng | Kết quả | Giải đấu                 |
| --- | -------------------- | ----------------------------------------------------------- | ----------------- | --------- | ------- | ------------------------ |
| 1.  | 15 tháng 10 năm 2013 | Sân vận động Pakhtakor Markaziy, Tashkent, Uzbekistan       | Việt Nam          | 1–0       | 3–1     | Vòng loại Asian Cup 2015 |
| 2.  | 15 tháng 11 năm 2013 | Sân vận động Quốc gia Mỹ Đình, Hà Nội, Việt Nam             | Việt Nam          | 3–0       | 3–0     | Vòng loại Asian Cup 2015 |
| 3.  | 13 tháng 12 năm 2014 | Sân vận động Maktoum bin Rashid Al Maktoum, Dubai, UAE      | Palestine         | 1–0       | 1–0     | Giao hữu                 |
| 4.  | 21 tháng 12 năm 2014 | Sân vận động Al-Rashid, Dubai, UAE                          | Jordan            | 1–1       | 2–1     | Giao hữu                 |
| 5.  | 18 tháng 1 năm 2015  | Sân vận động Melbourne Rectangular, Melbourne, Úc           | Ả Rập Xê Út       | 1–0       | 3–1     | Asian Cup 2015           |
| 6.  | 18 tháng 1 năm 2015  | Sân vận động Melbourne Rectangular, Melbourne, Úc           | Ả Rập Xê Út       | 3–1       | 3–1     | Asian Cup 2015           |
| 7.  | 16 tháng 6 năm 2015  | Sân vận động Kim Nhật Thành, Bình Nhưỡng, CHDCND Triều Tiên | CHDCND Triều Tiên | 2–4       | 2–4     | Vòng loại World Cup 2018 |
| 8.  | 8 tháng 9 năm 2015   | Sân vận động Thể thao Philippines, Bocaue, Philippines      | Philippines       | 2–0       | 5–1     | Vòng loại World Cup 2018 |
| 9.  | 8 tháng 9 năm 2015   | Sân vận động Thể thao Philippines, Bocaue, Philippines      | Philippines       | 5–1       | 5–1     | Vòng loại World Cup 2018 |
| 10. | 8 tháng 10 năm 2015  | Sân vận động Quốc gia Bahrain, Riffa, Bahrain               | Bahrain           | 3–0       | 4–0     | Vòng loại World Cup 2018 |
| 11. | 29 tháng 3 năm 2016  | Sân vận động Bunyodkor, Tashkent, Uzbekistan                | Bahrain           | 1–0       | 1–0     | Vòng loại World Cup 2018 |
| 12. | 6 tháng 6 năm 2017   | Sân vận động Bunyodkor, Tashkent, Uzbekistan                | Thái Lan          | 2–0       | 2–0     | Giao hữu                 |